# 기상 캐스터

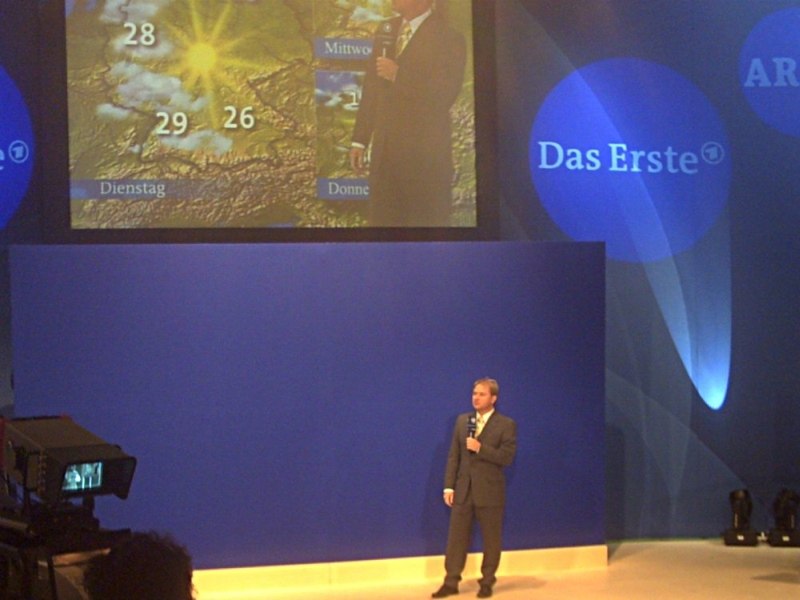
기상 캐스터

기상 캐스터(영어: weathercaster, weather forecaster) 또는 기상 예보사(氣象豫報士)는 방송국에서 일기예보를 전달하는 역할을 하는 사람이다.
대한민국에서 1972년 동양방송에 기상예보사 김동완 통보관을 시작으로, 이후 조석준, 이찬휘, 지윤태, 공항진 등의 남성 기상캐스터가 오래 근무했으며, 1991년 한국방송공사 여성 프리랜서 도입하자, 기상캐스터 이익선을 시작하였으며, 1992년 SBS와 1994년 문화방송도 여성 프리랜서 도입 시작하여, 2000년대 이후에는 여러 방송사들의 프리랜서직 여성이 역할을 전담하게 되었다.

## 같이 보기
- 기자
- 아나운서
- 일기예보
- 기상학
- 일기예보관

## 참고 자료
- 《아나운서 멘토링》 이선미 지음, 문학사상, 2009년 4월 7일, ISBN 978-89-7012-822-1